# Montagne (Gironde)
Montagne település Franciaországban, Gironde megyében. Lakosainak száma 1520 fő (2022. január 1.). Montagne Saint-Christophe-des-Bardes, Les Artigues-de-Lussac, Lalande-de-Pomerol, Lussac, Néac, Puisseguin, Saint-Denis-de-Pile, Saint-Émilion hegyközség, Saint-Étienne-de-Lisse, Saint-Genès-de-Castillon és Pomerol községekkel határos.

## Népesség
A település népességének változása:
| Lakosok száma | 1526 | 2007 | 1802 | 1704 | 1609 | 1554 | 1524 | 1521 | 1519 | 1520 |
|               | 1968 | 1982 | 1990 | 2006 | 2013 | 2015 | 2017 | 2019 | 2020 | 2022 |